# Voigny
Voigny település Franciaországban, Aube megyében. Lakosainak száma 141 fő (2022. január 1.). Voigny Arrentières, Bar-sur-Aube, Bayel, Colombé-la-Fosse, Colombé-le-Sec és Lignol-le-Château községekkel határos.

## Népesség
A település népessége az elmúlt években az alábbi módon változott:
| Lakosok száma | 165  | 217  | 217  | 192  | 171  | 164  | 158  | 146  | 144  | 141  |
|               | 1968 | 1982 | 1990 | 2006 | 2013 | 2015 | 2017 | 2019 | 2020 | 2022 |